# بوبي كانليف
بوبي كانليف (بالإنجليزية: Bobby Cunliffe)‏ (17 مايو 1945 بمانشستر في المملكة المتحدة - ) هو لاعب كرة قدم بريطاني في مركز مهاجم داخلي. لعب مع مانشستر سيتي ونادي يورك سيتي ونادي ويتون ألبيون.